# Municipio de Edmunds
El municipio de Edmunds (en inglés: Edmunds Township) es un municipio ubicado en el condado de Stutsman en el estado estadounidense de Dakota del Norte. En el año 2010 tenía una población de 35 habitantes y una densidad poblacional de 0,38 personas por km².

## Geografía
El municipio de Edmunds se encuentra ubicado en las coordenadas 47°17′3″N 98°54′4″O / 47.28417, -98.90111. Según la Oficina del Censo de los Estados Unidos, el municipio tiene una superficie total de 91.72 km², de la cual 90,06 km² corresponden a tierra firme y (1,81 %) 1,66 km² es agua.

## Demografía
Según el censo de 2010, había 35 personas residiendo en el municipio de Edmunds. La densidad de población era de 0,38 hab./km². De los 35 habitantes, el municipio de Edmunds estaba compuesto por el 94,29 % blancos, el 5,71 % eran amerindios. Del total de la población el 0 % eran hispanos o latinos de cualquier raza.